# سالو (ایتالیا)
سالو (به ایتالیایی: Salò) یک کومونه در ایتالیا است که در استان برشا واقع شده‌است.

## خصوصیات
سالو ۲۹ کیلومترمربع مساحت و ۱۰٬۶۴۰ نفر جمعیت دارد و ۶۵ متر بالاتر از سطح دریا واقع شده‌است.

## نگارخانه

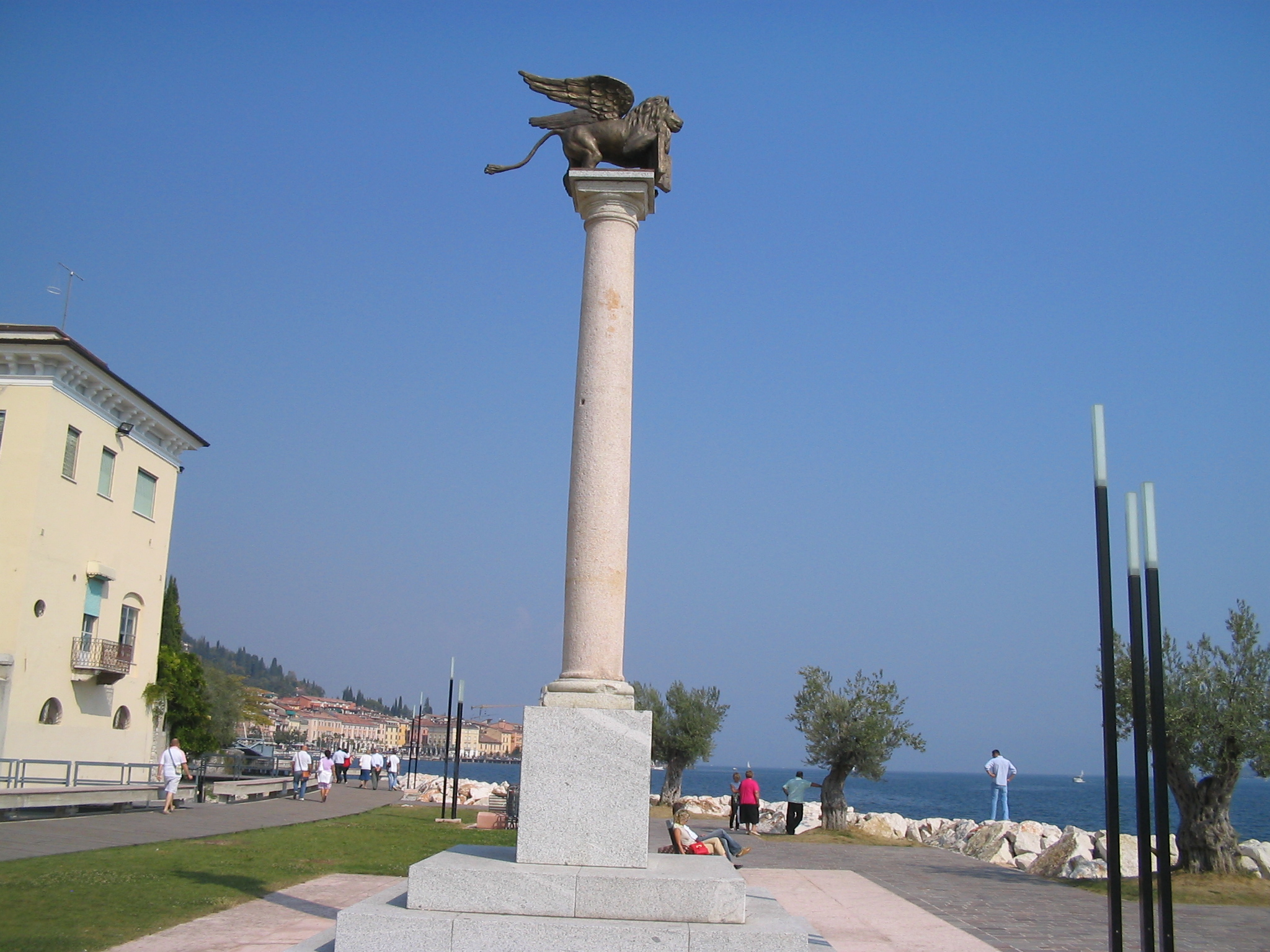
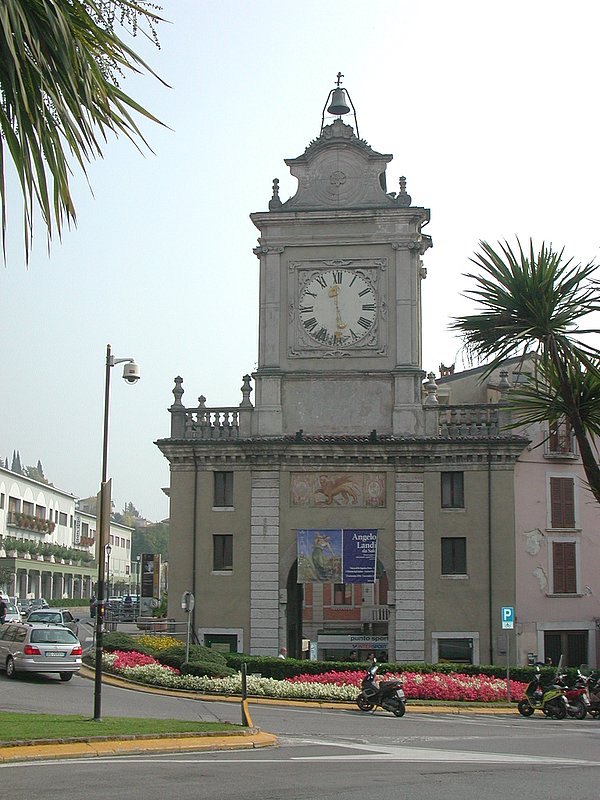
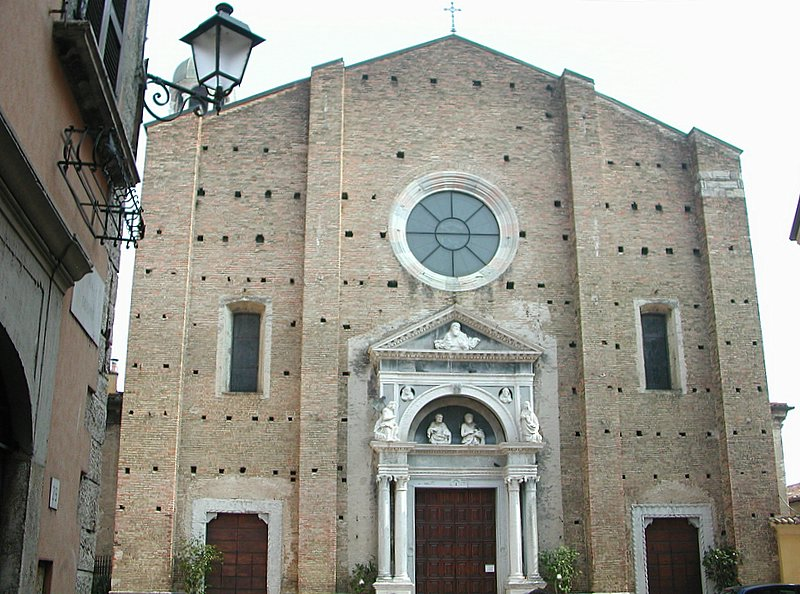
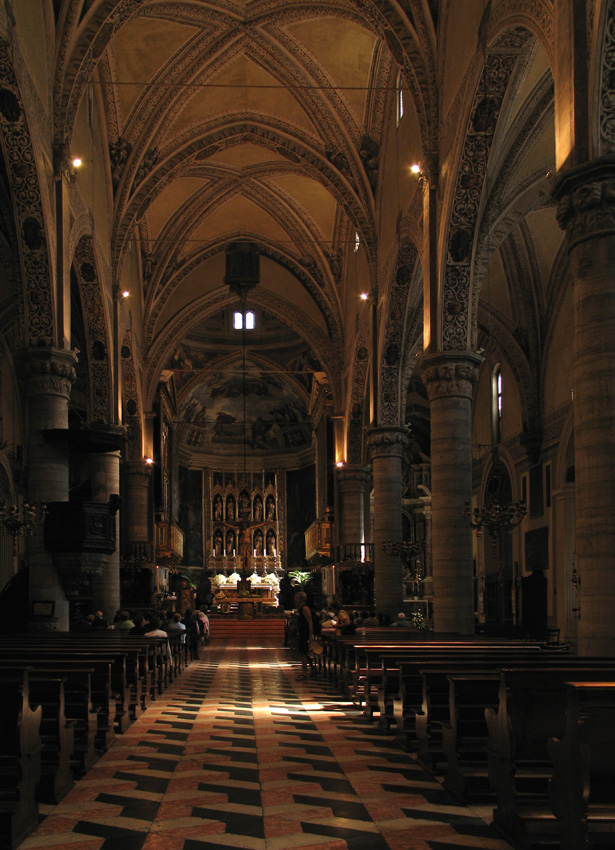